# Sachsen (lớp khinh hạm)
Lớp F124 Sachsen là lớp tàu hộ tống phòng không mới nhất và tiên tiến của Đức. Thiết kế của tàu hộ tống lớp Sachsen dựa trên mẫu lớp F123 Brandenburg nhưng nâng cao các tính năng tàng hình được thiết kế để đánh lừa các cảm biến âm thanh và radar của đối thủ. Lớp này kết hợp một radar APAR đa chức năng tiên tiến và radar tầm xa SMART-L được dự định có khả năng phát hiện máy bay tàng hình và tên lửa tàng hình.